# Farlig ungdom
Farlig ungdom er en dansk film fra 1953 om ungdomskriminalitet. Filmen er instrueret af Lau Lauritzen junior efter et manuskript af Johannes Allen. Filmen modtog en Bodil for bedste danske film i 1954.

## Medvirkende
- Ib Mossin
- Birgitte Bruun (Price)
- Ole Wisborg
- Poul Petersen
- Karl Stegger
- Carl Heger